# Ascoparia neglecta
Ascoparia neglecta är en plattmaskart som beskrevs av Wolfgang Sterrer 1998. Ascoparia neglecta ingår i släktet Ascoparia och familjen Ascopariidae. Arten är reproducerande i Sverige. Inga underarter finns listade i Catalogue of Life.